# Тики
Тики — деревянные изображения божеств, распространённые в Полинезии. Тики — произношение на языке маори, именуется ki’i на гавайском и ti’i на таитянском.
Также в полинезийской мифологии имя Тики носит первый человек (полубог).

## Скульптуры
Тики участвовали в церемониях, их считали воплощениями богов, окормляя[что?] и заботясь о них.
В гавайских легендах рассказывается, что практика поклонения тики была принесена туда в XII веке жрецом Ла’а-маи-кахики вместе с танцем хула и музыкальными инструментами.
Маори начали изготавливать тики почти сразу после заселения Новой Зеландии; одно из старейших резных изображений, выполненных маори, — колонна мараэ, деревянный образ бога Уэнуку. Другая знаменитая деревянная скульптура-колонна — Ранги и Папы, богов неба и земли, в любовном объятии. Маорийских тики, не являющихся частью зданий, однако, сохранилось очень мало, в основном это 30—40-сантиметровые посохи с резьбой на одном конце.
Более сложные и крупные отдельно стоящие тики встречаются на Островах Кука, Тубуаи и Острове Пасхи. Наиболее сложные тики производили гавайцы, их совершенство отмечал Джеймс Кук; несколько образцов были отосланы в Европу исследователями, а большинство оставшихся на Гавайях оказались в частных коллекциях. Уникальный для Гавайев вид тики — изображение пернатого бога, в которое вплетали настоящие перья.
Тики упоминаются также в маркизской легенде, в тики ловят дух убитой за неверность женщины Кипо-кино, который затем возрождается в смертном теле.
- Гавайские тики из парка Пуухонуа-о-Хонаунау
- Тики с Острова Пасхи
- Тики с Хива-Оа (Маркизские острова)

## Человек
В большинстве маорийских легенд о Тики сообщается, что он создан Папой и Ранги из глины; другие говорят о том, что его создал или родил бог Тане, либо Туматауэнга.
Маркизцы считали, что родителями Тики были бог Атеа и его жена Ова. Маркизский Тики правит подземным миром.
На Туамоту Тики — сын полубога Аху-роа и его жены Оне-руа, живших в легендарной прародине полинезийцев, Гаваике.
Таитянские легенды сообщают, что Ти’и — сын богов Ту и Та’ароа; он считается прародителем знатных семейств.
По гавайским представлениям все гавайцы являются потомками Ки’и, однако первочеловеком его не считают.

## В культуре
В фильме «Дорогая, мы себя уменьшили» изобретатель уменьшительной машины Уэйн Залински уменьшает ею двухметровую статую Тики.